# Wilhelm Spiegelberg

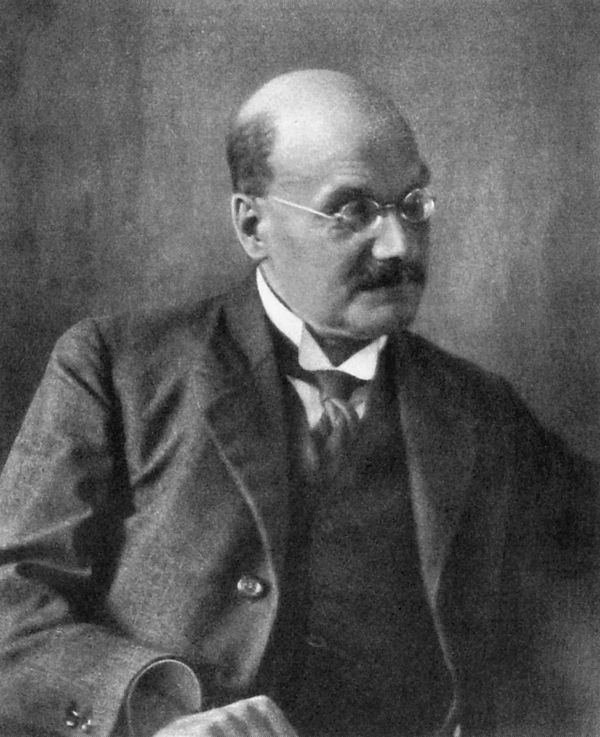
Wilhelm Spiegelberg.

Wilhelm Spiegelberg, född den 25 juni 1870 i Hannover, död den 23 december 1930 i München, var en tysk egyptolog.
Spiegelberg blev 1899 extra ordinarie och 1907 ordinarie professor i egyptologi vid Strassburgs universitet, utvisades av fransmännen efter första världskriget och kallades 1920 till honorarieprofessor i Heidelberg och 1923 till ordinarie professor i München. Spiegelberg var en framstående kännare av hieratisk och demotisk skrift. Han skrev bland annat Die Novelle im alten Ägypten (1898), Geschichte der ägyptischen Kunst (1903), Die Schrift und Sprache der alten Ägypter (1907), Der ägyptische Mythus vom Sonnenauge (1917), Koptisches Handwörterbuch (1921) med mera samt utgav demotiska papyrer ur olika museer.